# اسدآباد تشنار (مقاطعة دلفان)
اسدآباد تشنار (بالفارسية: اسدآباد چنار) هي مستوطنة تقع في قسم ميربغ الشمالي الريفي (مقاطعة دلفان) في إيران. يقدر عدد سكانها بـ 109 نسمة بحسب إحصاء 2016.